# Continental O-470

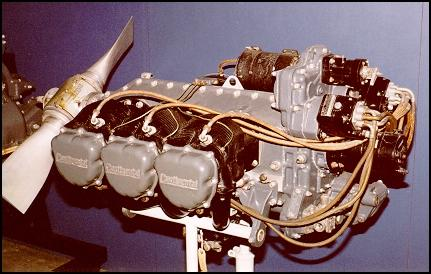
Continental O-470-13A

Il motore Continental O-470 fa parte di una famiglia di motori aeronautici a sei cilindri, raffreddati ad aria, alimentati da carburatori o ad iniezione, sviluppati appositamente dalla Continental Motors Company attraverso la sua divisione Continental Aerospace Technologies, e posseduta dalla Teledyne Technologies dal 1969, per aerei leggeri. I motori denominati "IO" sono ad iniezione diretta.
La famiglia comprende anche i motori E165, E185, E225 e E260 e diverse varianti speciali. È stato in produzione dal 1950.

## Design
Il primo motore di questa serie era l'E165, un motore da 471 pollici cubici (7,7 litri) che produceva 165 CV (123 kW), ed era il primo dei motori della serie "E" di Continental. Versioni successive hanno ottenuto la denominazione aziendale di E185 (185 CV (138 kW) continuo) e E225 (225 CV (168 kW)). Quando l'esercito statunitense diede a tutti la designazione di O-470, la società adottò la designazione e i modelli successivi furono conosciuti come O-470 continentali.
La famiglia di motori O-470 copre una gamma da 213 CV (159 kW) a 260 CV (194 kW). I motori furono sviluppati per la prima volta verso la fine degli anni '40 e la certificazione venne applicata il 23 ottobre 1950 sulla base normativa della parte 13 delle normative civili statunitensi in vigore dal 1º agosto 1949, modificata dal 13-1. Il primo modello O-470 è stato certificato il 19 gennaio 1951.

## Varianti

### Modelli con carburatore
E165-2
- 165 hp (123 kW) a 2050 rpm, peso a secco 159 lb (159 kg), carburatore Marvel-Schebler MA-4-5.

E165-3
- 165 hp (123 kW) a 2050 rpm, peso a secco 352 lb (160 kg), carburatore Bendix-Stromberg PS-5C o PS-5CD.

E165-4
- 165 hp (123 kW) a 2050 rpm, peso a secco 344 libbre (156 kg), carburatore Bendix-Stromberg PS-5C o PS-5CD.

E185-1
- 205 hp (153 kW) a 2600 rpm per cinque minuti, 185 hp (138 kW) a 2300 giri / min continuo, peso a secco 344 libbre (156 kg), carburatore Bendix-Stromberg PS-5C o PS-5CD.

E185-2
- 185 CV (138 kW) a 2300 giri / min, peso a secco 351 libbre (159 kg), carburatore Marvel-Schebler MA-4-5.

E185-3
- 205 CV (153 kW) a 2600 giri / min per cinque minuti, 185 CV (138 kW) a 2300 giri / min continuo, peso a secco da 160 kg, carburatore Bendix-Stromberg PS-5C o PS-5CD.

E185-5
- 185 hp (138 kW) a 2300 rpm, peso a secco 343 libbre (156 kg), carburatore Bendix-Stromberg PS-5C o PS-5CD.

E185-8
- 205 hp (153 kW) a 2600 rpm per cinque minuti, 185 hp (138 kW) a 2300 giri / min continuo, peso a secco 344 libbre (156 kg), carburatore Bendix-Stromberg PS-5C o PS-5CD, identico a E185-1 ma con il dispositivo di avviamento modificato con il cane anziché il motorino di avviamento ad ingranaggi.

E185-9
- 205 hp (153 kW) a 2600 rpm per cinque minuti, 185 hp (138 kW) a 2300 giri / min continuo, peso a secco 352 lb (160 kg), carburatore Bendix-Stromberg PS-5C o PS-5CD, identico a E185-3 eccetto per il dispositivo d'avviamento revisionato per accogliere il cane piuttosto che il motorino di avviamento ad ingranaggi.

E185-10
- 205 CV (153 kW) a 2600 giri / min per cinque minuti, 185 CV (138 kW) a 2300 giri / min continuo, peso a secco da 160 kg, carburatore Bendix-Stromberg PS-5C o PS-5CD.

E185-11
- 205 hp (153 kW) a 2600 rpm per cinque minuti, 185 hp (138 kW) a 2300 giri / min continuo, peso a secco 344 libbre (156 kg), carburatore Bendix-Stromberg PS-5C o PS-5CD, identico a E185-8 ma con staffe di montaggio revisionate.

E225-2
- 225 hp (168 kW) a 2650 rpm, peso a secco 359 lb (163 kg). Certificato 19 luglio 1951.

E225-4
- 225 hp (168 kW) a 2650 rpm, peso a secco 355 lb (161 kg). Certificato 5 luglio 1952.

E225-8
- 225 hp (168 kW) a 2650 rpm, peso a secco 347 libbre (157 kg). Certificato il 12 luglio 1950.

E225-9
- 225 hp (168 kW) a 2650 rpm, peso a secco 363 lb (165 kg). Certificato il 30 ottobre 1950.

GE260-2X
- 260 CV (194 kW), volato nel Robertson Skylark SRX-1

O-470-2
- 250 hp (186 kW) a 2600 giri / min, peso a secco 484 lb (220 kg), modello sovralimentato. Certificato 2 febbraio 1955.

O-470-4
- 225 hp (168 kW) a 2600 rpm, peso a secco 415 lb (188 kg), precedentemente designato 0-470-13B. È identico al modello 0-470-13A ad eccezione del carburatore Bendix-Stromberg modello PS-5CD al posto del PS-5C. Certificato 19 gennaio 1951.

O-470-7
- Motore militare non certificato, identico a E185-3, 205 hp (153 kW) a 2600 rpm, peso a secco 352 lb (160 kg), carburatore Bendix-Stromberg PS-5C o PS-5CD. Se equipaggiato con 18 mm. candele, è designato 0-470-7A.

O-470-11
- 213 CV (159 kW) a 2600 giri / min, peso a secco 391 libbre (177 kg), due sonde per il sesto ordine. Certificato 19 gennaio 1951.

O-470-11B
- 213 CV (159 kW) a 2600 giri / min, peso a secco 391 libbre (177 kg), identico allo 0-470-11 ma con cilindri e pistoni 0-470-15. Certificato 19 gennaio 1951.

O-470-13
- 225 hp (168 kW) a 2600 rpm, peso a secco da 188 libbre (188 kg), un quinto e un sesto smorzatore di ordine o due sordini del sesto ordine. Certificato 19 gennaio 1951.

O-470-13A
- 225 hp (168 kW) a 2600 rpm, peso a secco 415 lb (188 kg), identico allo 0-470-13 ma con un ulteriore azionamento tachimetrico attraverso l'ingranaggio dell'albero a camme e uno smorzatore dell'albero motore di un quinto e un sesto ordine. Certificato 19 gennaio 1951.

O-470-15
- 213 CV (159 kW) a 2600 giri / min, peso a secco 184 kg, identico allo 0-470-11 eccetto: quattro albero motore per ammortizzatore di sesto ordine, disposizioni di controllo dell'elica, staffe di montaggio del motore riviste e pistoni a gonna lunga. Certificato 19 gennaio 1951.

O-470-A
- 225 hp (168 kW) a 2600 rpm, peso a secco 378 lb (171 kg). Certificato il 4 dicembre 1952.

O-470-B
- 240 hp (179 kW) a 2600 rpm, peso a secco 410 libbre (186 kg), simile a O-470-A eccetto aumento di potenza, configurazione di smorzatore diversa, incorporazione di cilindri della valvola inclinati, carburatore a pressione verso il basso e cambi di induzione. Identico a E185-9. Certificato il 4 dicembre 1952.

O-470-E
- 225 hp (168 kW) a 2600 rpm, peso a secco 390 libbre (177 kg), come O-470-A eccetto il carburatore a pressione discendente. Certificato il 4 dicembre 1952.

O-470-G
- 240 hp (179 kW) a 2600 rpm, peso a secco di 196 kg, simile a O-470-M tranne la configurazione dello smorzatore dell'albero a gomito, passaggio d'aria di ingresso del getto integrale riveduto e staffe di montaggio. Certificato il 4 dicembre 1952.

O-470-H
- 240 CV (179 kW) a 2600 giri / min, peso a secco di 225 kg (peso lordo), pari a O-470-B con albero di trasmissione prolungato, omologato per le installazioni di spinta. Certificato il 4 dicembre 1952.

O-470-J
- 225 hp (168 kW) a 2550 rpm, peso a secco 378 lb (171 kg), come O-470-A eccetto ridotte rpm max e riser sistema di induzione, collettore e tubo di equilibrio. Certificato il 4 dicembre 1952.[2]

O-470-K
- 230 hp (172 kW) a 2600 rpm, peso a secco 404 lb (183 kg), simile a O-470-J eccetto max rpm, configurazione serranda albero motore, incorporazione di testate cilindriche stampate a guscio e staffe di montaggio riviste. Certificato il 4 dicembre 1952.[2]

O-470-L
- 230 CV (172 kW) a 2600 giri / min, peso a secco 404 lb (183 kg), come O-470-K eccetto carburatore riposizionato, coppa dell'olio del collettore di aspirazione rivista. Certificato il 4 dicembre 1952.[2]

O-470-M
- 240 hp (179 kW) a 2600 rpm, peso a secco 410 libbre (186 kg), come O-470-B tranne la configurazione dello smorzatore dell'albero motore e l'incorporazione di testate cilindriche stampate a conchiglia. Certificato il 4 dicembre 1952.[2]

O-470-N
- 240 hp (179 kW) a 2600 rpm, peso a secco 410 libbre (186 kg), come O-470-M tranne la configurazione dello smorzatore dell'albero motore. Certificato il 4 dicembre 1952.[2]

O-470-P
- 240 hp (179 kW) a 2600 rpm, peso a secco 432 lb (196 kg), identico a O-470-G tranne la configurazione dello smorzatore dell'albero motore. Certificato il 4 dicembre 1952.[2]

O-470-R
- 230 hp (172 kW) a 2600 rpm, peso a secco 401 libbre (182 kg), come O-470-L eccetto la configurazione dello smorzatore dell'albero motore. Certificato il 4 dicembre 1952.[2]

O-470-S
- 230 hp (172 kW) a 2600 rpm, peso a secco 401 libbre (182 kg), come O-470-R tranne raffreddamento del pistone e anelli elastici semi-chiave. Certificato il 4 dicembre 1952.[2]

O-470-T
- 230 hp (172 kW) a 2400 rpm, peso a secco 410 libbre (186 kg), simile a O-470-S tranne la progettazione del carter e il numero di giri massimo. Certificato il 4 dicembre 1952.[2]

O-470-U
- 230 hp (172 kW) a 2400 rpm, peso a secco 412 lb (187 kg), simile a O-470-S eccetto il numero massimo di giri / min e la configurazione dello smorzatore dell'albero motore. Certificato il 4 dicembre 1952.

### Modelli a iniezione
IO-470-A
- 240 hp (179 kW) a 2600 rpm, peso a secco 432 lb (196 kg), dotato di un iniettore di carburante TCM 5580. Certificato il 4 dicembre 1952.

IO-470-C
- 250 hp (186 kW) a 2600 rpm, peso a secco 410 libbre (186 kg), equipaggiato con un iniettore di carburante TCM 5620 o 5827. Certificato il 4 dicembre 1952.

IO-470-D
- 260 CV (194 kW) a 2625 giri / min, peso a secco di 193 kg (193 libbre), equipaggiato con un iniettore di carburante TCM 5648, 5808 o 5832. Certificato il 14 ottobre 1958.

IO-470-E
- 260 hp (194 kW) a 2625 rpm, peso a secco 429 lb (195 kg), equipaggiato con un iniettore di carburante TCM 5648, 5808 o 5832. Certificato il 26 novembre 1958.

IO-470-F
- 260 CV (194 kW) a 2625 giri / min, peso a secco di 193 kg (193 libbre), equipaggiato con un iniettore di carburante TCM 5648, 5808 o 5832. Certificato il 3 dicembre 1958.

IO-470-G
- 250 hp (186 kW) a 2600 rpm, peso a secco 431 lb (195 kg), equipaggiato con un iniettore di carburante TCM 5648, 5808 o 5832. Certificato il 30 marzo 1959.

IO-470-H
- 260 hp (194 kW) a 2625 rpm, peso a secco 432 lb (196 kg), dotato di un iniettore di carburante TCM 5620-2. Certificato 7 agosto 1959.

IO-470-J
- 225 hp (168 kW) a 2600 rpm, peso a secco 400 libbre (181 kg), dotato di un iniettore di carburante TCM 5612-1. Certificato il 31 luglio 1959.

IO-470-K
- 225 hp (168 kW) a 2600 rpm, peso a secco 400 libbre (181 kg), dotato di un iniettore di carburante TCM 5807. Certificato 9 giugno 1960.

IO-470-L
- 260 hp (194 kW) a 2625 rpm, peso a secco 429 lb (195 kg), equipaggiato con un iniettore di carburante TCM 5648, 5808 o 5832. Certificato il 9 marzo 1960.

IO-470-LO
- 260 hp (194 kW) a 2625 rpm, peso a secco 429 lb (195 kg), equipaggiato con un iniettore di carburante TCM 5648, 5808 o 5832. Certificato 26 settembre 1967.

IO-470-M
- 260 hp (194 kW) a 2625 rpm, peso a secco 428 lb (194 kg), equipaggiato con un iniettore di carburante TCM 5648, 5808 o 5832. Certificato il 10 marzo 1960.

IO-470-N
- 260 cv (194 kW) a 2625 rpm, peso a secco 432 lb (196 kg), dotato di un iniettore di carburante TCM 5830. Certificato 9 giugno 1960.

IO-470-P
- 250 hp (186 kW) a 2600 rpm, peso a secco 472 lb (214 kg), equipaggiato con un iniettore di carburante TCM 5648. Certificato il 31 marzo 1961.

IO-470-R
- 250 hp (186 kW) a 2600 rpm, peso a secco 431 lb (195 kg), equipaggiato con un iniettore di carburante TCM 5648, 5808 o 5832. Certificato 7 ottobre 1960.

IO-470-S
- 260 hp (194 kW) a 2625 rpm, peso a secco 429 lb (195 kg), equipaggiato con un iniettore di carburante TCM 5648, 5808 o 5832. Certificato il 10 maggio 1961.

IO-470-T
- 250 hp (186 kW) a 2600 rpm, peso a secco di 215 libbre (215 kg), equipaggiato con un iniettore di carburante TCM 5648. Certificato 1º luglio 1963.

IO-470-U
- 260 CV (194 kW) a 2625 giri / min, peso a secco di 193 kg (193 libbre), equipaggiato con un iniettore di carburante TCM 5648, 5808 o 5832. Certificato il 28 agosto 1963.

IO-470-V
- 260 CV (194 kW) a 2625 giri / min, peso a secco di 193 kg (193 libbre), equipaggiato con un iniettore di carburante TCM 5648, 5808 o 5832. Certificato il 15 giugno 1965.

IO-470-VO
- 260 CV (194 kW) a 2625 giri / min, peso a secco di 193 kg (193 libbre), equipaggiato con un iniettore di carburante TCM 5648, 5808 o 5832. Certificato 26 settembre 1967.

GIO-470-A
TSIO-470-B
LIO-470-A
- 250 hp (186 kW) a 2600 rpm, peso a secco 475 lb (215 kg), equipaggiato con un iniettore di carburante TCM 6022. Lo stesso di un IO-470-T, tranne per il fatto che l'albero motore gira in direzione opposta per l'uso su velivoli bimotore. Certificato il 18 marzo 1964.

FSO-470-A
- 260 cv (194 kW) a 3000 rpm, peso secco 533 lb (242 kg), modello Supercharged, specificamente approvato per gli elicotteri. Certificato 2 febbraio 1955.

## Applicazioni
E165
- Boisavia Mercurey
- Luscombe 11

E185
- Beechcraft Bonanza
- Macchi M.B.320
- Muniz Casmuniz 52
- Ryan Navion

E225
- Beechcraft Bonanza
- Beechcraft T-34 Mentor
- Fletcher FD-25
- Fletcher FL-23
- Ryan Navion

E260
- Robertson SRX-1 Skyshark

O-470
- Associated Air Liberty 181
- Beechcraft Bonanza
- Bellanca Cruisemaster
- Cessna 180
- Cessna 182 Skylane
- Cessna 187
- Cessna 188
- Cessna 310
- DINFIA IA 53
- Falconar SAL Mustang
- Fanaero-Chile Chincol
- Fuji KM-2
- HAL Krishak

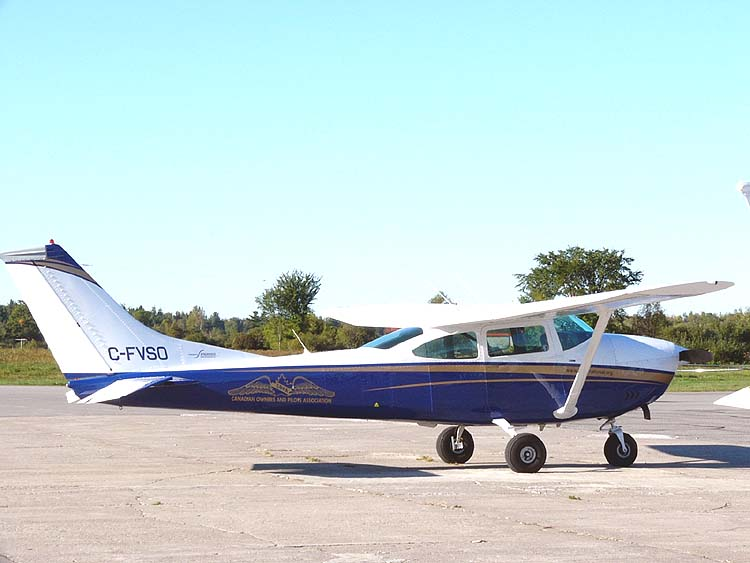
Cessna 182K con Continental O-470R

- Maestranza Central de Aviación HF XX-02
- Meyers 200
- O-1 Bird dog
- PZL-104 Wilga
- SIAI-Marchetti FN.333 Riviera
- St-Just Cyclone
- Stinson 108 (modified under STC)
- Taylorcraft Ranch Wagon
- Yeoman Cropmaster

IO-470
- Auster AOP.9
- Beechcraft Baron
- Beechcraft Bonanza
- Cessna 185
- Cessna 210A
- Cessna 310
- Meyers 200
- Navion G Rangemaster
- PAC Fletcher
- Procaer Picchio
- Ryan Navion
- Aérotrain 01